# Državna cesta D216
D216 je državna cesta u Hrvatskoj. Ukupna duljina iznosi 25 km.